# Espina volcánica

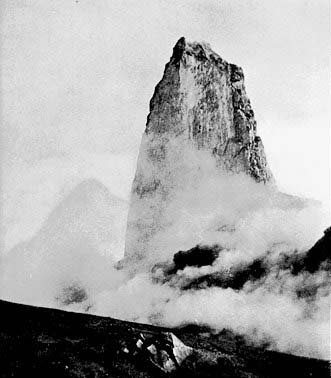
La Torre del Pelée.

Una espina volcánica o torre volcánica es una estructura producida por las calderas de los estratovolcanes durante una erupción peléana.
Se generan cuando la consistencia de la lava es pastosa y muy espesa, y se ve presionada hacia arriba por la presión interna de la caldera, saliendo como dentífrico de un pomo. Tal ocurrió en la devastadora erupción de 1902 en Martinica.
Estas espinas son capaces de crecer 15 metros por día, alcanzar 339 metros de altura y llegar a ser tan voluminosas como la Gran Pirámide de Egipto.
La Torre del Pelée se volvió inestable y finalmente se derrumbó en una pila de escombros en el mes de marzo de 1903, tras once meses de crecimiento.